# Životice (Vrančice)
Životice jsou malá vesnice, část obce Vrančice v okrese Příbram ve Středočeském kraji. Nachází se asi 1,5 kilometru východně od Vrančic. Je zde evidováno 23 adres. V roce 2011 zde trvale žilo 53 obyvatel.
Životice leží v katastrálním území Mýšlovice o výměře 4,96 km².

## Historie
První písemná zmínka o vesnici pochází z roku 1369.

## Obyvatelstvo
| Rok            | 1869 | 1880 | 1890 | 1900 | 1910 | 1921 | 1930 | 1950 | 1961 | 1970 | 1980 | 1991 | 2001 | 2011 | 2021 |
| -------------- | ---- | ---- | ---- | ---- | ---- | ---- | ---- | ---- | ---- | ---- | ---- | ---- | ---- | ---- | ---- |
| Počet obyvatel | 171  | 160  | 137  | 127  | 112  | 97   | 106  | 73   | 85   | 78   | 62   | 47   | 53   | 53   | 50   |
| Počet domů     | 19   | 19   | 19   | 19   | 19   | 19   | 22   | 20   | 20   | 20   | 21   | 22   | 22   | 22   | 25   |

## Obecní správa
Při sčítání lidu v letech 1850–1952 Životice byly osadou obce Zbenice, se kterým patřily nejprve do okresu Písek, ale od roku 1950 v okrese Příbram. Od 1. ledna 1953 do 31. prosince 1979 byly částí obce Vrančice v okrese Příbram. Od 1. ledna 1980 do 23. listopadu 1990 byly částí obce Milín v okrese Příbram. Od 24. listopadu 1990 jsou opět částí obce Vrančice v okrese Příbram.